# مصفورة دروموندية
مصفورة دروموندية (الاسم العلمي:Xanthorrhoea drummondii) هي نوع من النباتات يتبع جنس المصفورة من الفصيلة المصفورية. سمي هذا النوع نسبةً إلى عالم النبات الأسترالي جيمس دروموند. تم وصف هذا النوع من النبات علمياً لأول مرة من قبل وليام هنري هارفي سنة 1855.